# Arliss (serie de televisión)
Arliss (presentada en su logotipo como Arli$$) es una serie estadounidense de comedia oscura clásica de culto, creada y protagonizada por Robert Wuhl (quien también fue el showrunner de la serie ), sobre el mundo deslumbrante y rico en dinero de los deportes profesionales, con Wuhl interpreta al eternamente optimista e infinitamente ingenioso agente deportivo de Los Ángeles Arliss Michaels, cuyo talón de Aquiles es su incapacidad para decir "no" a clientes y empleados. Arli$$ estuvo al aire durante siete temporadas y 80 episodios en HBO , del 10 de agosto de 1996 al 8 de septiembre de 2002. Después de casi dos décadas fuera del aire, el catálogo completo de episodios de Arli$$ volvió a HBO Max en formato streaming en septiembre de 2018.
The New York Times calificó el programa como "Uno de los programas más nuevos que se han presentado en mucho tiempo". Era conocido por abordar temas muy controvertidos (en ese momento), incluidos el abuso doméstico , el uso de esteroides , la enfermedad de Alzheimer , los atletas homosexuales y transgénero , el alcoholismo y los embarazos no deseados de atletas .
La idea detrás de Arli$$ era mostrar la exageración, la codicia y la hipocresía de poderosos agentes deportivos como Arliss Michaels, y lo que realmente sucede "detrás de escena" en los deportes profesionales. Wuhl ha afirmado que la idea de Arli$$ se basó en el libro The Art of the Deal de Donald Trump y el periodista Tony Schwartz .
Durante una entrevista con Hollywood Reporter , Wuhl dijo: "Había leído The Art of the Deal y pensé: 'Esto es total, 100 por ciento mentira. Está diciendo cosas de las que no creo ni una puta palabra. Está diciendo lo que sucedió, pero quiero ver lo que realmente sucedió.' Podemos usar esto, como Arliss, el agente deportivo, contándote lo que sucede y luego demostrar que está lleno de mierda y mostrar lo que realmente sucedió..."
Arli$$ es conocido por exhibir una vertiginosa variedad de deportes profesionales, que van desde el fútbol hasta el patinaje artístico e incluso el ajedrez, con un ojo satírico desde dentro, y por sus más de 400 apariciones en cameo de celebridades, incluidos Al Michaels , John Elway , Derek Jeter , Dan Marino , Kobe Bryant , Shaquille O'Neal , Bob Costas , Jimmy Johnson , Picabo Street , Katarina Witt , Barry Bonds y muchos más.

## Reparto
- Robert Wuhl como Arliss Michaels, presidente de una agencia deportiva, que trata de satisfacer todas las necesidades de sus clientes lo mejor que puede.
- Sandra Oh como Rita Wu, asistente personal de Arliss.
- Jim Turner como Kirby Carlisle, una ex estrella de fútbol de mediana edad.
- Michael Boatman como Stanley Babson, un asesor financiero conservador.

## Arliss en otros programas
En julio de 1999, apareció Robert Wuhl, en el papel de Arliss, en WCW Monday Nitro como locutor invitado, junto a Scott Hudson y Bobby Heenan. Dijo que su serie de HBO ha presentado a luchadores de la WCW como estrellas invitadas, pero las cadenas Big Three estaban "asustadas" de hacer lo mismo. Arliss dijo que estaba explorando a Dennis Rodman , quien estaba haciendo su tercer período con la compañía. La aparición de Wuhl fue una promoción cruzada para HBO, ya que tanto él como WCW eran propiedad de Time Warner . En el episodio de Arliss "To Thy Own Self Be True", el jefe creativo de WCW, Eric Bischoff , fue estrella invitada junto con los luchadores Lex Luger .Randy Savage y Magnífico George .
En episodio " Half-Decent Proposal " de la temporada 13 de Los Simpson , Marge está viendo a Nookie en Nueva York con Patty y Selma , cuando un locutor dice: "A continuación en BHO [ sic ], ¡es Arliss !"; Patty y Selma gritan y rápidamente alcanzan el control remoto.
Durante el episodio del 12 de octubre de 2002 de Saturday Night Live , la presentadora invitada Sarah Michelle Gellar pronunció el siguiente monólogo en un sketch comercial de televisión falso:
Conoces el sentimiento. Alguien está a punto de contar un chiste y entras en pánico. ¿Qué pasa si empiezas a reír? Muchos de nosotros experimentamos una ligera pérdida del control de la vejiga. Un accidente vergonzoso puede ocurrir en cualquier momento. A veces, justo cuando se ríe. Por eso veo a Arliss en HBO Comedy. Es bueno saber que, todos los días de la semana a la medianoche, puedo sentarme con Robert Wuhl y la pandilla en Arliss Michaels Sports Management y, media hora más tarde, mis cajones estarán secos como un hueso. Y ahora sé que podré controlar la vejiga al 100 % cada vez que me sienta inseguro. Porque las siete temporadas de Arliss ahora están disponibles en DVD. ¡Son más de cuarenta horas de entretenimiento para mantener los pantalones secos! Por lo tanto, no permita que una ligera pérdida de control de la vejiga obstaculice su estilo. reloj arliss, y recuperar su vida. Pregúntele a su médico si Arliss es adecuado para usted. Los efectos secundarios pueden incluir náuseas, depresión y disfunción sexual leve.
En el estreno de la séptima temporada de 30 Rock , " The Beginning of the End ", Kenneth dice, en respuesta a que el matrimonio de Tracy Jordan duró más de 20 años: "¡Eso es la mitad de lo que parecía que Arliss estaba en la televisión!"
Ex UCB Nueva York programa The George Lucas Talk Show organizó un maratón benéfico de episodios de Arliss de 7 semanas de duración durante la pandemia de Covid en 2020. Los presentadores vieron las siete temporadas del programa y entrevistaron a muchos de los escritores, productores y elenco, incluido Wuhl..  Las transmisiones en vivo recaudaron más de $20,000 para el Banco de Alimentos de la Ciudad de Nueva York.

## Recepción de la crítica
Arli$$ tiene una calificación de 72/100 en Metacritic, y 62% en Rotten Tomatoes. El popular programa, que duró siete temporadas, ha sido citado como un "modelo" para futuros programas de HBO como Ballers y Entourage , y como un ejemplo de cómo las cadenas de cable premium administran su programación. Arliss fue citado por varios suscriptores de HBO como la única razón por la que pagaron por la red y, como resultado, su base de fanáticos pudo mantener el programa en el aire durante un período prolongado. El programa usaba con frecuencia oscuras referencias deportivas, y Entertainment Weekly se refirió repetidamente a él como uno de los peores programas de televisión;  el periodista deportivo Bill Simmons (que eventualmente trabajaría para la propia HBO bajo su estandarte digital The Ringer ) usó a Arliss como un ejemplo de lo que vio como una falta de programas de ficción de calidad sobre deportes.